# Aspitha
Aspitha là một chi bướm ngày thuộc họ Bướm nâu.

## Các loài
- Aspitha agenoria (Hewitson, 1876)
- Aspitha aspitha (Hewitson, [1866])
- Aspitha bassleri (Bell, 1940)
- Aspitha leander (Boullet, 1912)